# Wat Phra Phai Luang

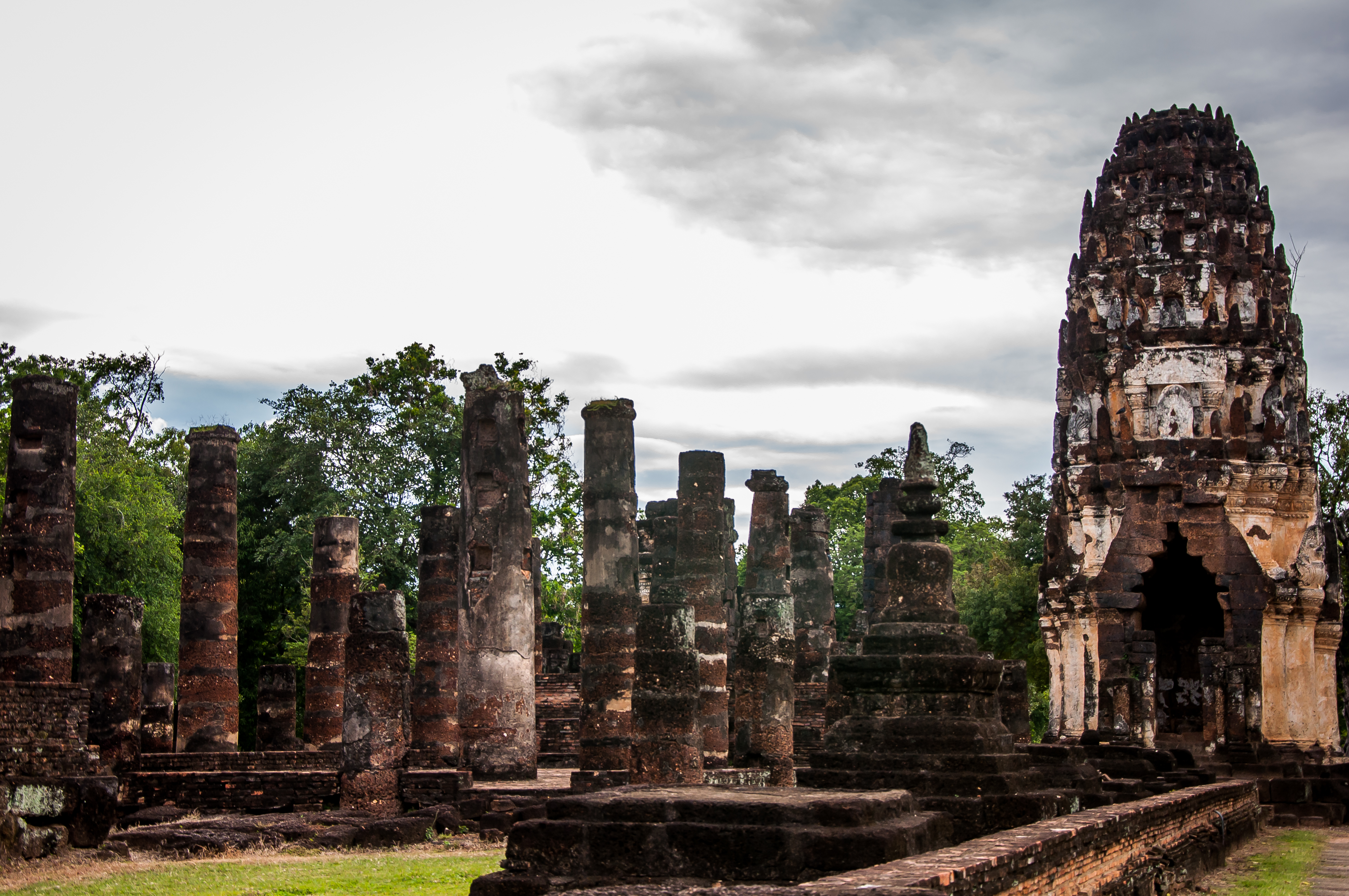
Versammlungshalle und nördlicher Prang, Wat Phra Phai Luang

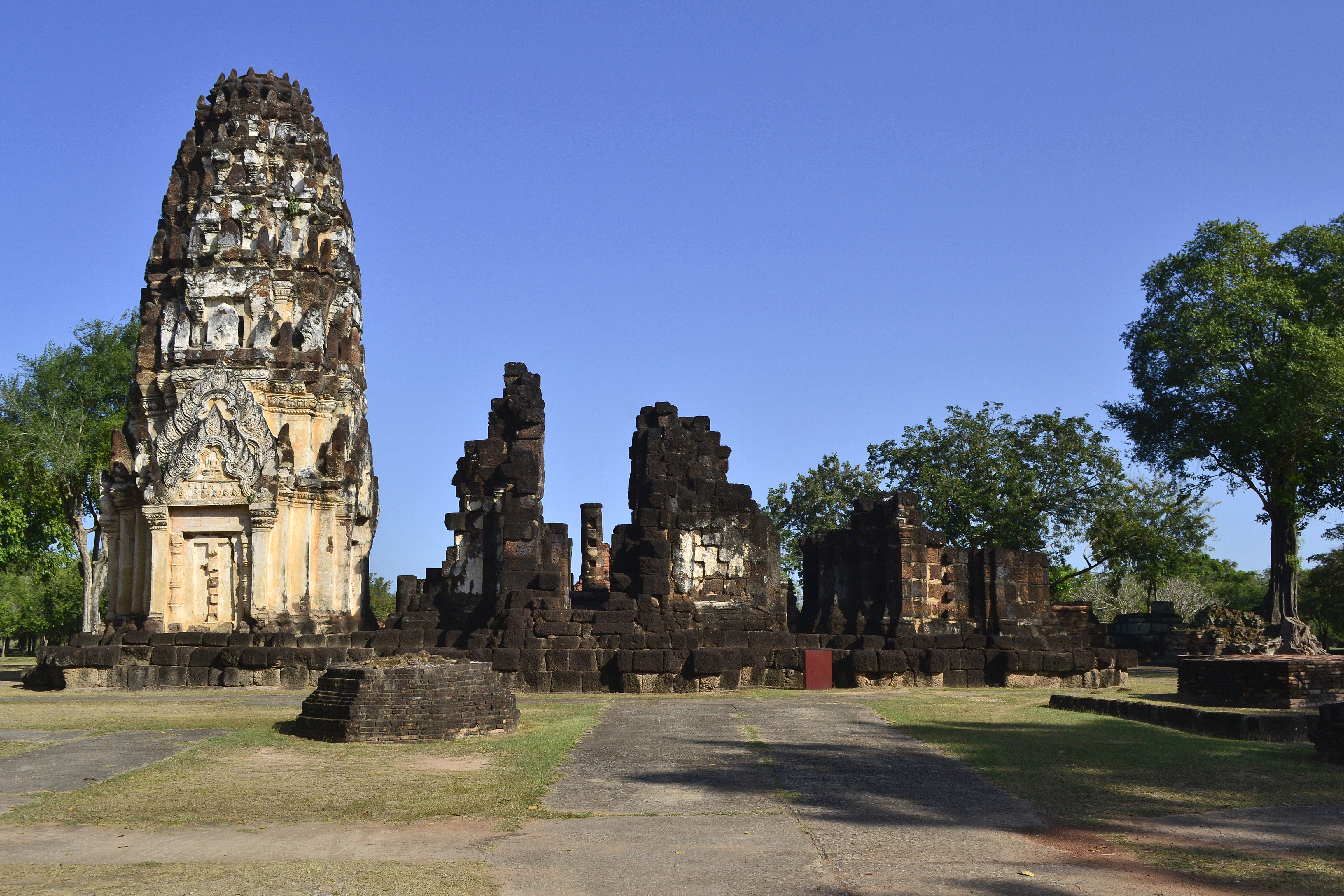
Prang des Wat Phra Phai Luang

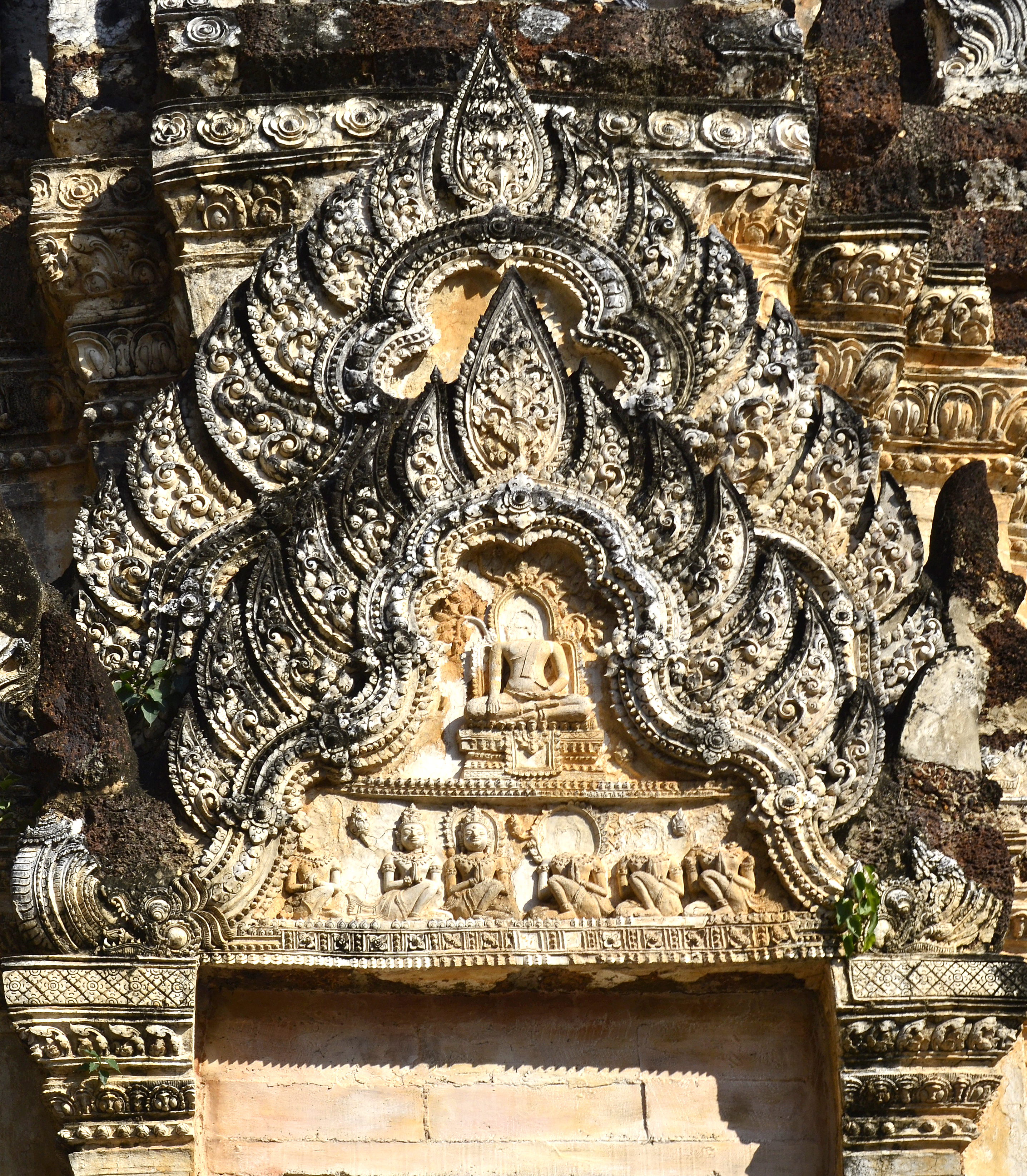
Stuckverzierung über „falscher“ Tür im Prang

Wat Phra Phai Luang (Thai วัดพระพายหลวง – Kloster des Großen Windes) ist die Ruine einer buddhistischen Tempelanlage (Wat) in Sukhothai, Provinz Sukhothai in der Nordregion von Thailand.

## Lage
Der Wat Phra Phai Luang ist Teil des Geschichtsparks Sukhothai, er liegt etwa 1 Kilometer nördlich außerhalb der Alten Stadt (Mueang Kao – เมืองเก่า) von Sukhothai.

## Baugeschichte
Wat Phra Phai Luang wurde wahrscheinlich bereits zur Zeit des Khmer-Königs Jayavarman VII., der von 1181 bis etwa 1219 König des Khmer-Reiches von Angkor war, als ein Tempel des Khmer-Mahayana-Ordens gegründet. Er bestand zunächst nur aus drei Sandstein-Prangs, die mit Stuck verziert waren, und die das Zentrum der Stadt jener Zeit darstellten.
Später, als die Thais die Oberherrschaft über die Gegend gewannen, bauten sie ihn zu einem Theravada-Tempel um. Während der Sukhothai-Periode wurden dann Versammlungs- und Ordinations-Hallen in Sukhothai-typischem Stil ergänzt.

## Sehenswürdigkeiten
- Im Osten der Anlage befindet sich eine große, ruhende Buddha-Statue auf einer Ziegel-Plattform mit vier quadratischen Säulen.
- Westlich daran anschließend befindet sich ein großer Ziegel-Mondop mit vier monumentalen Buddha-Statuen an der Außenseiten. Die runden Säulen, die rund um das Bauwerk stehen, stützten wohl einmal ein hölzernes Dach. Der Mondop wurde während der Sukhothai-Periode, im späten 14. oder Anfang des 15. Jahrhunderts errichtet, spätere Restaurierungen sind aber ebenfalls sichtbar.
- Hinter dem Mondop stehen die Überreste eines großen Ziegel-Chedis mit quadratischer Grundfläche. Rund um den Sockel befinden sich Nischen, in denen einst Buddhafiguren saßen, die aber fast alle in den 1950er und 1960er Jahren gestohlen wurden. Während der Restaurierung Mitte der 1960er Jahre fiel eine übriggebliebene, große, sitzende Statue in sich zusammen. In ihrem Innern wurde weitere Buddha-Figuren gefunden, die heute im Ramkhamhaeng-Nationalmuseum zu sehen sind.
- In der Ruine einer Versammlungshalle (Wihan) wurde eine Sandstein-Statue von Jayavarman VII. entdeckt, die sich heute ebenfalls im Museum befindet. Die Versammlungshalle wird von mehreren kleinen Laterit-Chedis flankiert.
- Das Zentrum der Tempelanlage bilden die drei Prangs im Baustil der Khmer. Archäologen vermuten, dass sie ursprünglich auf einem gemeinsamen Laterit-Sockel standen, der aber heute etwa einen Meter im Untergrund liegt. Alle drei Prangs waren nach Osten offen, mit von Säulen flankierten Türen, die ein reich verziertes Tympanon tragen. Die Türen an den anderen drei Seiten waren so genannte „falsche Türen“. Die Tympana mit Szenen aus dem Leben des Buddha wurden während der Sukhothai-Periode nachträglich angebracht. Nur der nördlichste der Prangs befindet sich heute in einem guten Zustand, die beiden anderen sind fast vollständig verfallen.
- Das gesamte Gelände ist von einem zweifachen Wassergraben umgeben. Der äußere hat eine Seitenlänge von 600 Metern, er wird vom Lam-Pan-Fluss gespeist. Im Nordwesten zwischen den beiden Gräben liegen die Überreste einer Versammlungshalle sowie einer kleinen Ordinationshalle (Ubosot) mit acht Grenzsteinen (Bai Sema). Letztere wurde ebenfalls erst gegen Ende des 14. Jahrhunderts hinzugefügt.

Impressionen
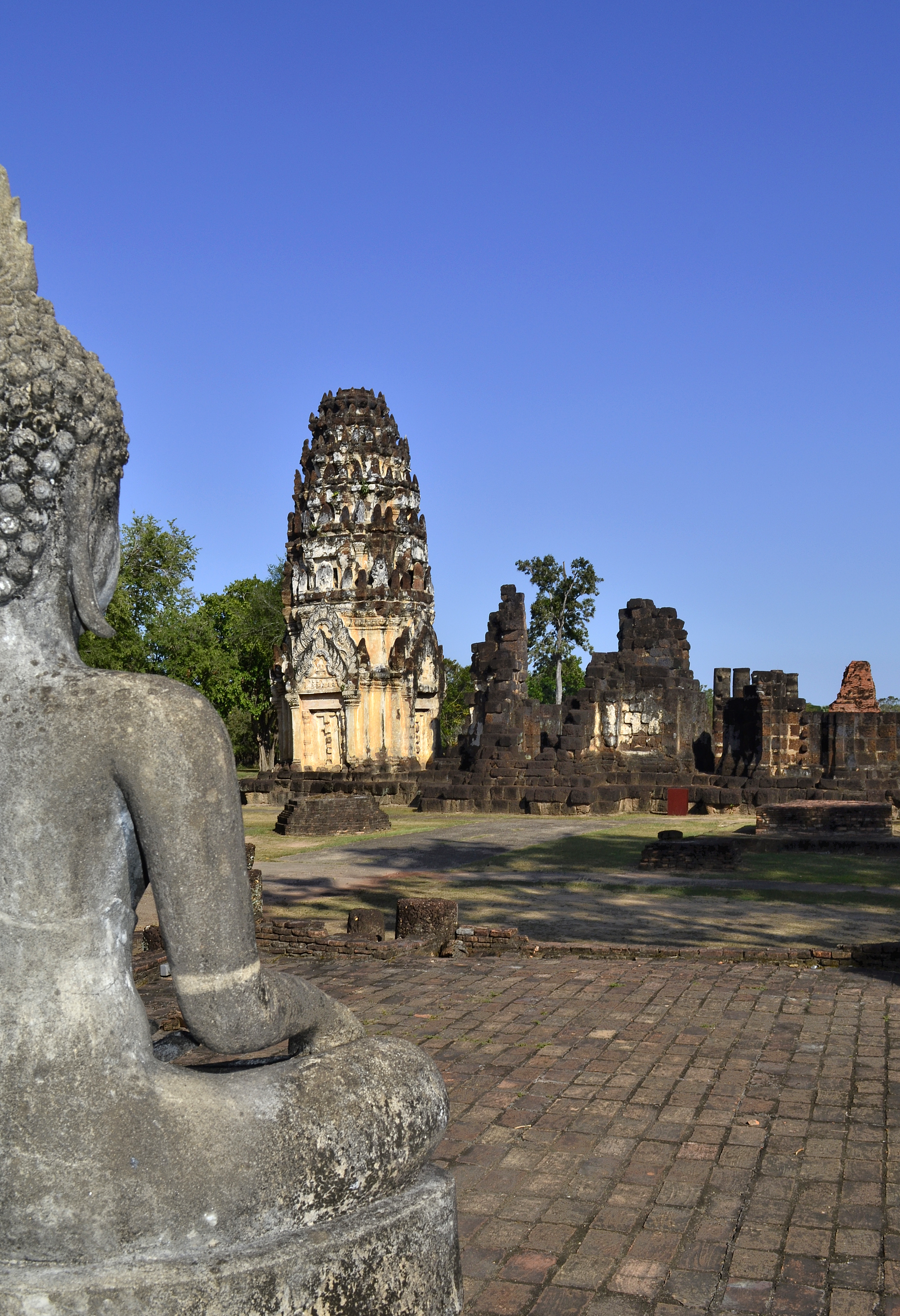
Wat Phra Phai Luang, nördlicher Prang
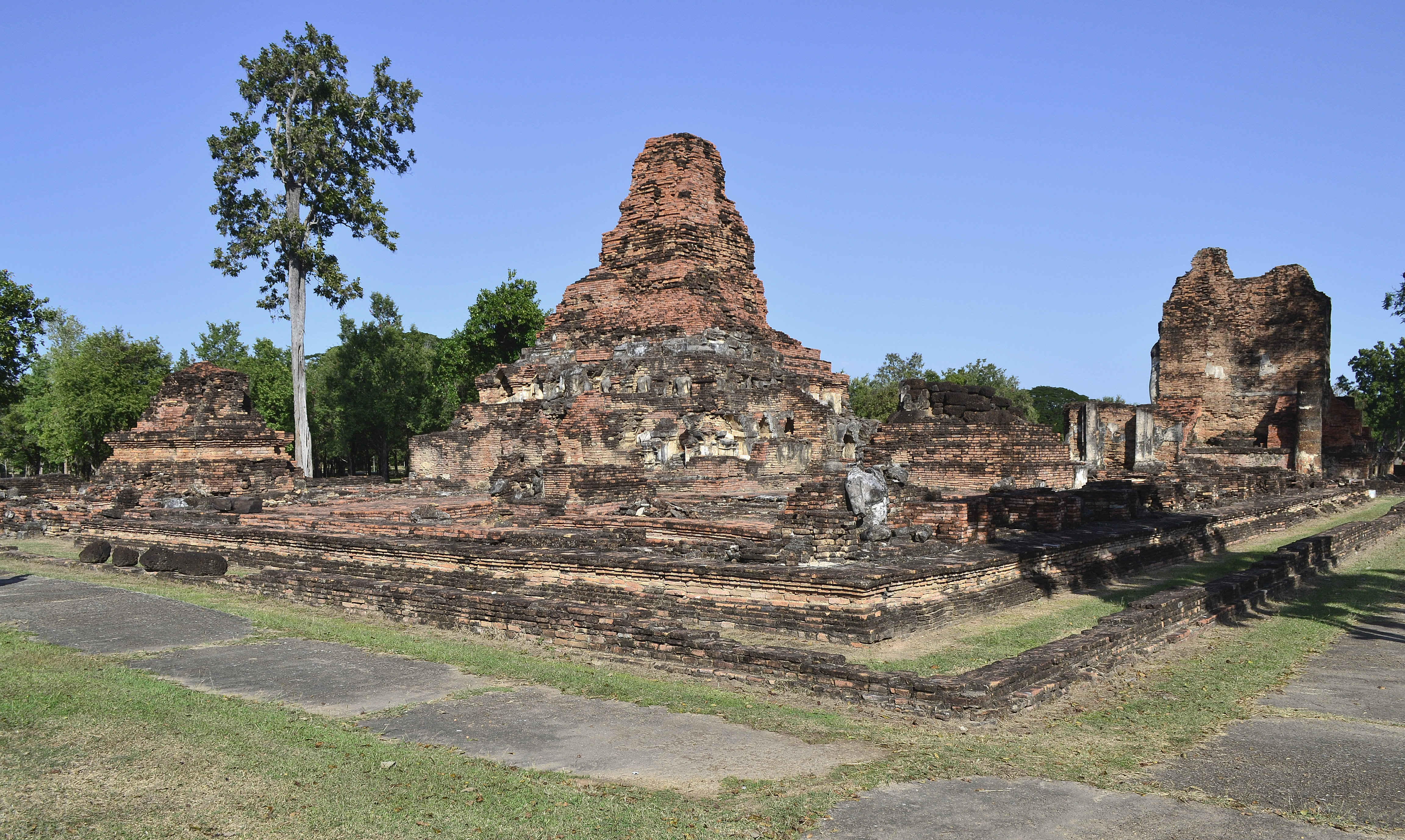
Chedi (links) und Mondop (rechts im Hintergrund)
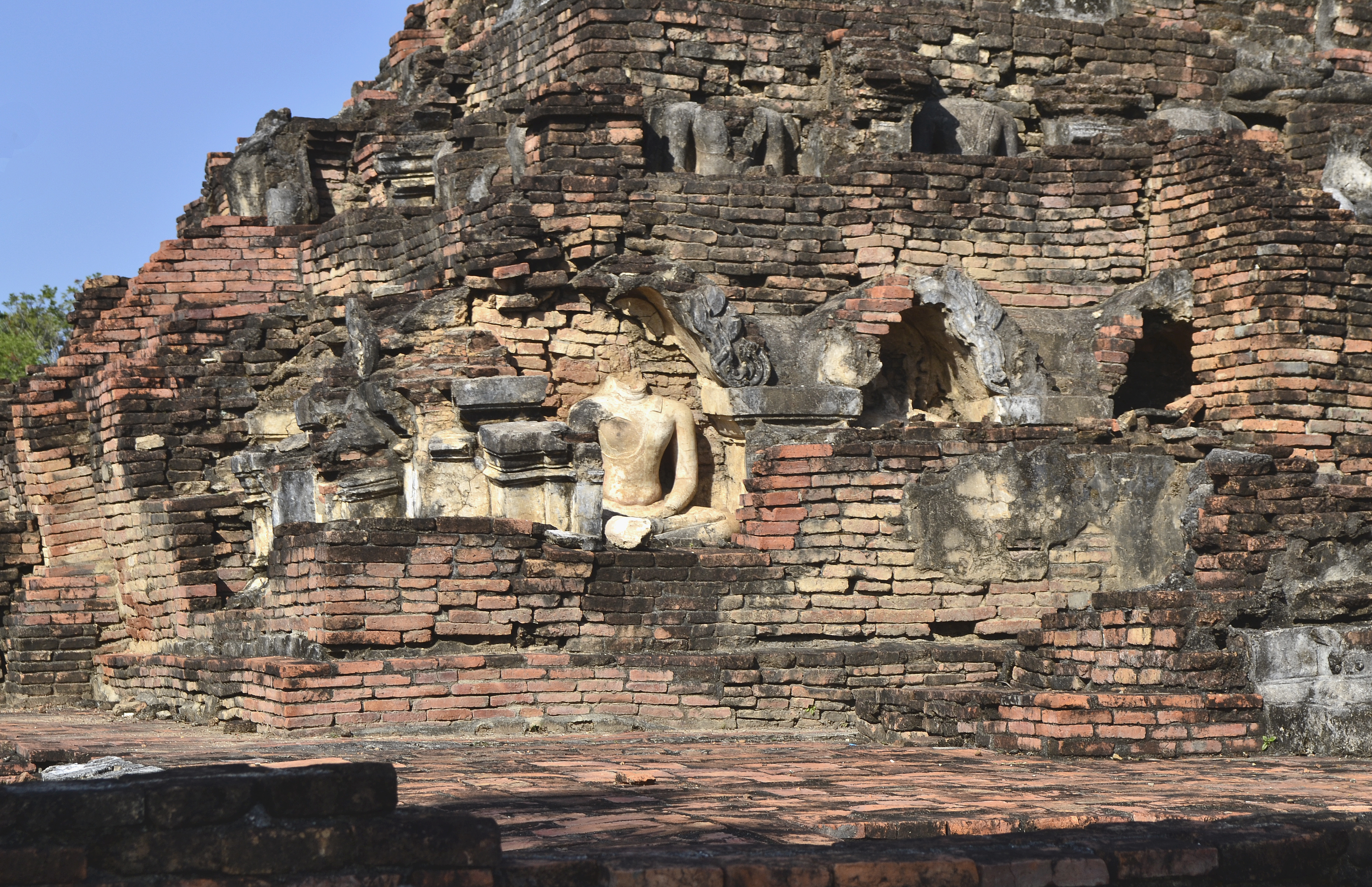
Chedi mit zerfallenen Nischen und Buddha-Figuren
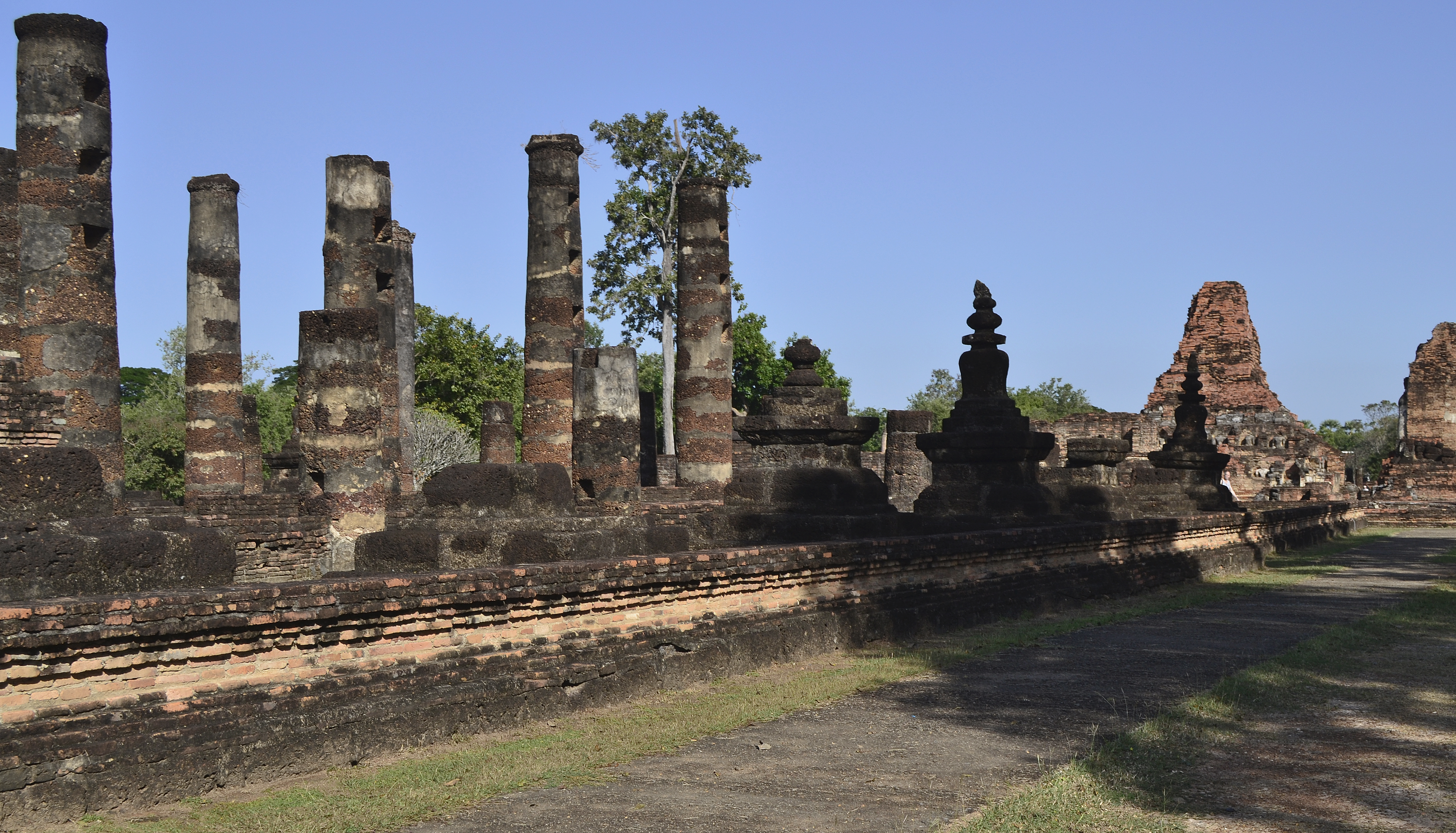
Blick nach Osten
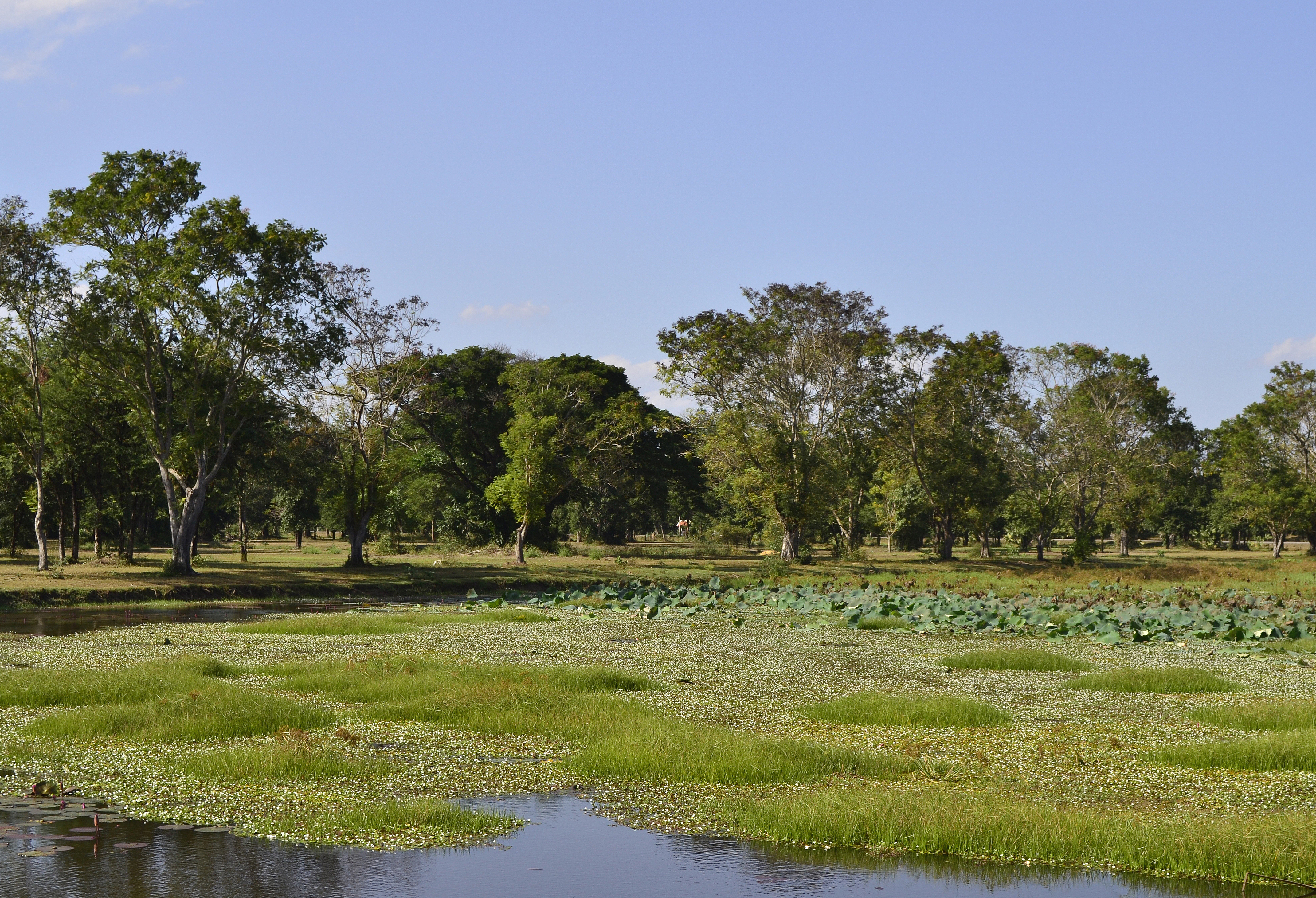
Blick über den Wassergraben